# Aiguille de Chambeyron
Aiguille de Chambeyron je hora v Kottických Alpách. Je to nejvyšší hora Alpes-de-Haute-Provence. Spolu se sousedním vrcholem Brec de Chambeyron je dominantou horní části údolí Ubaye.
Leží západně od hlavního hřebene Alp. Je nejvyšším bodem masivu du Chambeyron a je nejvyšším vrcholem Alp jižně od vrcholu Monte Viso.
W.A.B. Coolidge a Christian Almer jako první vystoupali na Chambeyron v roce 1879.